# Comtat de Nevada
El Comtat de Nevada és un comtat de l'estat de Califòrnia, Estats Units. Segons el cens del 2020, la seva població era de 102.241 habitants. La seu del comtat és Nevada City.

## Història
El comtat de Nevada es va establir el 25 abril 1851 amb part del comtat de Yuba.
El comtat rep el nom de Nevada City, la seva seu, un nom derivat de les muntanyes de Sierra Nevada.

## Geografia
Segons l'Oficina del Cens dels Estats Units (USCB), el comtat té una superfície total de 2.524 km², dels quals 2.480 km² són terrestres i 44 km² d'aigua (1,73%).
La part occidental del comtat està formada per rius que formen els seus límits naturals amb les comarques adjacents. Quan el comtat es va incorporar el 1851, per donar accés al ferrocarril transcontinental Union Pacific, es va incloure un territori rectangular a l'est, inclosa la ciutat de Truckee, servida pel California Zephyr d’Amtrak, no lluny de la frontera amb l'estat veí de Nevada.

### Infraestructures i serveis de transport
- Interestatal 80

- Ruta estatal de Califòrnia 20

- Ruta estatal de Califòrnia 49

- Ruta estatal de Califòrnia 89

- Ruta estatal de Califòrnia 174

#### Transport públic
- Servei d'autobusos Gold Country Stage des de Grass Valley, Nevada City, Cedar Ridge i Colfax. És possible una connexió entre Grass Valley i Auburn.

- Tahoe Area Rapid Transit, que opera al comtat de Placer, connecta Truckee amb el llac Tahoe de Nevada. Truckee també té el seu propi servei d'autobusos.

- Greyhound i Amtrak tenen parades a Truckee i Colfax.

#### Aeroport
Nevada County Air Park situat a l'est de Grass Valley.

### Comunitats incorporades i CDP

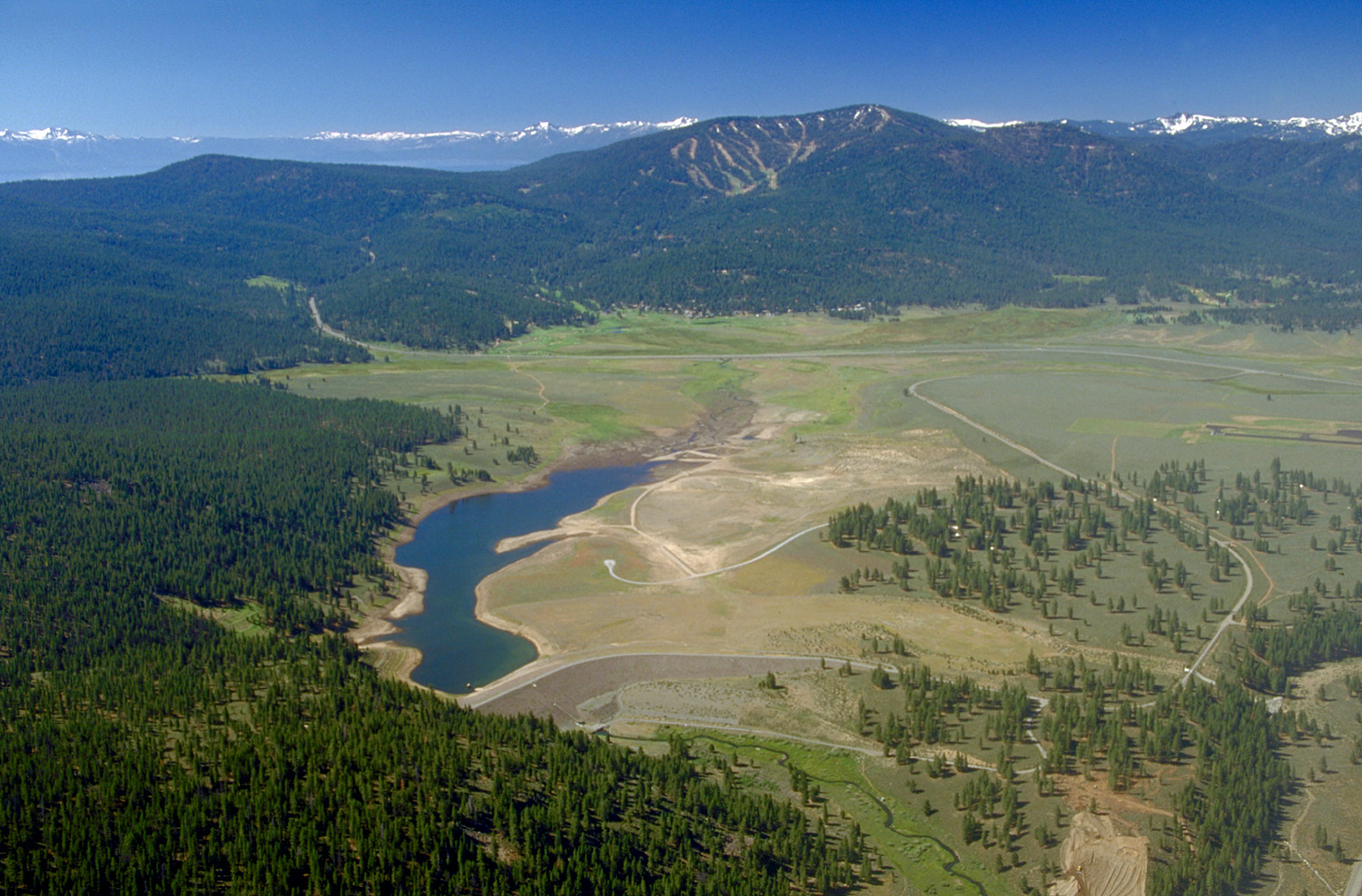
Llac i presa de Martis Creek a l'extrem sud del comtat de Nevada, prop de Truckee. En el seu nivell més alt, el llac s'estén cap al sud fins al comtat de Placer.

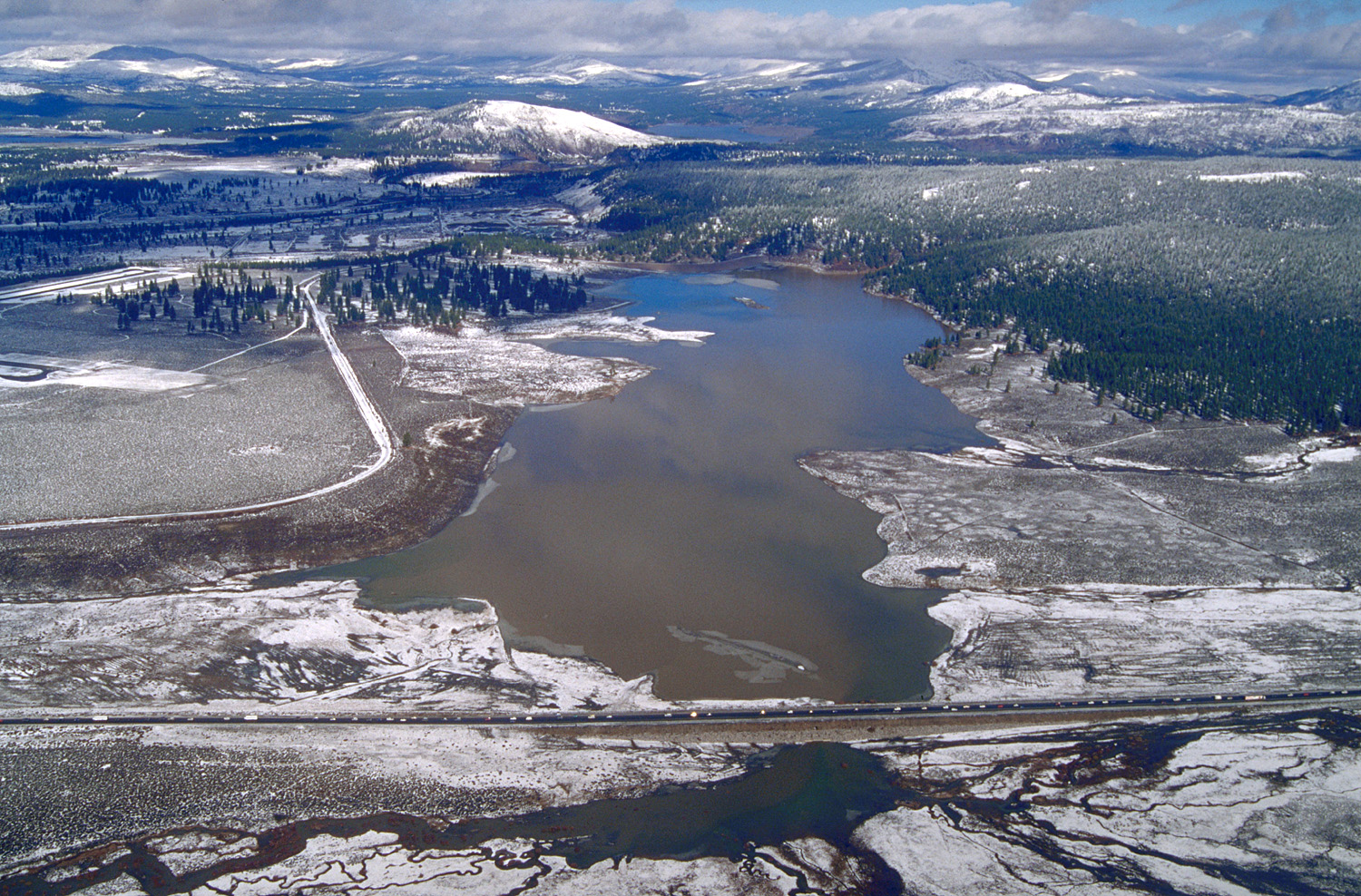
Llac i presa de Martis Creek al comtat de Nevada. Aquesta foto va ser presa des del comtat de Placer, mirant cap al nord cap al comtat de Nevada.

#### Comunitats incorporades
- Grass Valley
- Nevada City (seu del comtat)
- Truckee

### Localitats
- Alta Sierra
- Floriston
- Graniteville
- Kingvale
- Lake of the Pines
- Lake Wildwood
- North San Juan
- Penn Valley
- Rough and Ready
- Soda Springs
- Washington

## Demografia
| 1860  | 1870  | 1880  | 1890  | 1900  | 1910  | 1920  | 1930  | 1940  | 1950  | 1960  | 1970  | 1980  | 1990  | 2000  | 2010  | 2020   |
| ----- | ----- | ----- | ----- | ----- | ----- | ----- | ----- | ----- | ----- | ----- | ----- | ----- | ----- | ----- | ----- | ------ |
| 16446 | 19134 | 20823 | 17369 | 17789 | 14955 | 10850 | 10596 | 19283 | 19888 | 20911 | 26346 | 51645 | 78510 | 92033 | 98764 | 102241 |

| Banda                      | Comtat de Nevada | Califòrnia | Estats Units |
| -------------------------- | ---------------- | ---------- | ------------ |
| Blancs                     | 91.4             | 57.6       | 72.4         |
| Mestissos                  | 3.2              | 4.9        | 2.9          |
| Altres                     | 2.6              | 17.0       | 6.2          |
| asiàtics                   | 1.2              | 13.1       | 4.8          |
| nadius americans           | 1.1              | 1.0        | 0,9          |
| afroamericans              | 0,4              | 6.2        | 12.6         |
| Oceanians                  | 0,2              | 0,4        | 0,2          |
| Total                      | 100              | 100        | 100          |
|                            |                  |            |              |
| hispans i llatinoamericans | 8.5              | 37.6       | 16.7         |

Durant el període 2011-2015, el 91,26% de la població de més de 5 anys anys va declarar parlar anglès a casa, mentre que el 5,14% va dir parlar castellà, el 0,67% alemany, el 0,54% francès i el 2,39% una altra llengua.
L'any 2010, de 36 894 llars, 28,70% tenen un fill menor de 18 anys, 57,60% són parelles casades, 8,80% no tenen marit present, i un 29,70% no són famílies. El 22,8% d'aquestes llars estan formades per una persona, de les quals el 9,8% d'una persona 65 anys o més.
| Grups d'edat      | %     |
| ----------------- | ----- |
| menors de 18 anys | 23,10 |
| de 18 a 24 anys   | 6,10  |
| de 25 a 44 anys   | 24,10 |
| de 45 a 64 anys   | 29,30 |
| 65 anys o més     | 17,40 |

La mitjana d'edat de la població és de 43 anys. Per 100 dones hi ha 98,30 homes. Per 100 dones de 18 anys o més, hi ha 94,70 homes.
La renda mitjana de les llars és 45.864 dòlars i el d'una família de 52.697 dòlars. Els homes tenen una renda mitjana de 40.742 dòlars contra 27.173 per a dones. La renda mitjana per càpita és 24.007 dòlars. Gairebé els 5,50% de les famílies i el 8,10% de la població viu per sota del llindar de pobresa, dels quals el 9,50% de menors de 18 anys i 4,90% dels més grans de 65 anys.